# Jack Dumbacher
Le docteur John Philip Dumbacher, connu aussi sous le nom de Jack Dumbacher, est président et assistant conservateur du département d'ornithologie et de mammalogie de l'Académie des sciences de Californie. Il est connu pour avoir découvert, en 1990, la venimosité du Pitohui bicolore. En effet, aucun oiseau vénéneux n'était encore connu par la communauté scientifique.